# Вудхед, Дилан
Дилан Вудхед (англ. Dylan Woodhead ; род. 25 сентября 1998, Сан-Ансельмо, Калифорния) — американский ватерполист, игрок сборной США. Бронзовый призёр летних Олимпийских игр 2024 года, чемпион Панамериканских игр 2023 года. Участник летних Олимпийских игр 2020 и 2024 годов.

## Карьера
Дилан Вудхед окончил обучение в Стэнфордском университете в 2020 году, за спортивную команду которого он длительное время выступал. В 2024 году Вудхед играл на профессиональном уровне в Греции. Был членом сборной США на молодежном чемпионате мира 2016 года и чемпионате мира среди юниоров 2017 года.
С 2018 года Вудхед играет в национальной сборной США. На Олимпийских играх 2021 года в Токио Дилан Вудхед вместе со своей командой проиграл испанцам в четвертьфинале, а американцы на том соревновании стали шестыми.
На Панамериканских играх 2023 года сборная США, в составе которой играл Вудхед, одержала победу, победив бразильцев в финальной встрече. Дилан впервые стал чемпионом Панамериканских игр.
На Олимпийских играх в Париже сборная США заняла третье место на групповом этапе. В четвертьфинале американцы выиграли у австралийцев по пенальти, а в поединке за третье место обыграли венгров также по пенальти. Вудхед был одним из ведущих игроков сборной и получил около восьми минут игрового времени в матче за бронзу.